# رنسانس فرانسه
رنسانس فرانسه، یک جنبش فرهنگی و هنری در فرانسه بین قرن پانزدهم و اوایل قرن هفدهم بود. این دوره با پان-اروپایی همراه بود. رنسانس، واژه‌ای است که اولین بار توسط مورخ فرانسوی، ژول میشله برای تعریف «تولد مجدد» هنری و فرهنگی اروپا استفاده شد.
تحولات قابل توجه در دوران رنسانس فرانسه شامل گسترش اومانیسم، اکتشاف اولیه "دنیای جدید" (به عنوان فرانسه جدید توسط جووانی دا وراتزانو و ژاک کارتیه )؛ توسعه تکنیک‌ها و اشکال هنری جدید در زمینه های چاپ، معماری، نقاشی، مجسمه‌سازی، موسیقی، علوم و ادبیات؛ و تدوین اصول جدید معاشرت، آداب و گفتمان رخ داد.
رنسانس فرانسه به طور سنتی از (حدودا) تهاجم فرانسه به ایتالیا در سال ۱۴۹۴ در دوران سلطنت شارل هشتم تا مرگ هانری چهارم در سال ۱۶۱۰، با اوج سلطنت فرانسوای اول و هانری دوم بین ۱۵۱۵-۱۵۵۹ ادامه داشت.
علیرغم این گاه‌شماری، برخی از پیشرفت‌های هنری، فنی یا ادبی مرتبط با رنسانس زودتر به فرانسه رسید (مثلا از طریق دربار بورگونی یا دربار پاپ در اوینیون )؛ هر چند، مرگ سیاه در قرن چهاردهم و جنگ صد ساله، فرانسه را از نظر اقتصادی و سیاسی تا اواخر قرن پانزدهم ضعیف نگه داشت.